# Pterodroma brevipes
El petrel acollarado (Pterodroma brevipes) es una especie de ave procelariforme de la familia Procellariidae que habita en la región tropical del océano Pacífico. Algunos expertos lo consideran una subespecie del petrel de Gould.
Su área de reproducción es incierta y en la actualidad solo está confirmada su reproducción en Fiyi donde se encuentra en la isla Gau y posiblemente también en otras islas. En el pasado se reproducía en las islas Cook y todavía podría llegar a Vanuatu y las islas Salomón para reproducirse. No está confirmado que anide en Samoa, Samoa Americana y la Polinesia Francesa .
Anida en una madriguera en las laderas escarpadas y boscosas o entre las raíces de los árboles. Se alimenta en mar abierto y algunos se dispersan en el Pacífico central fuera de la temporada de cría.
En el 2010 la población de Vanuatu fue considerada como una nueva subespecie Pterodroma brevipes magnificens.